# Piotr Borek
Piotr Borek (ur. 5 marca 1970 w Krakowie) – polski historyk literatury polskiej, profesor nauk humanistycznych, profesor Uniwersytetu Komisji Edukacji Narodowej w Krakowie i jego rektor w latach 2020–2025.

## Życiorys
W 1995 ukończył polonistykę w Wyższej Szkole Pedagogicznej im. Komisji Edukacji Narodowej w Krakowie. Doktoryzował się w 2000 na Akademii Pedagogicznej im. Komisji Edukacji Narodowej w Krakowie na podstawie dysertacji: Obraz Ukrainy w staropolskich diariuszach i pamiętnikach. Zagadnienia wybrane, której promotorem była dr hab. Halina Bursztyńska-Stefańska. Stopień naukowy doktora habilitowanego uzyskał w 2006 na AP im. KEN w Krakowie w oparciu o pracę pt. Od Piławiec do Humania. Studia staropolskie. Tytuł profesora otrzymał 7 sierpnia 2012.
Specjalizuje się w historii literatury polskiej, edytorstwie i problemach etnicznych. Opublikował ok. 200 prac, został redaktorem naczelnym czasopism naukowych: „Annales Universitatis Paedagogicae Cracoviensis. Studia Historicolitteraria” oraz „Rocznik Przemyski. Literatura i Język”. Pod jego redakcją powstały monografie z zakresu romologii. Wypromował siedmiu doktorów. Członek m.in. Komitetu Nauk o Literaturze PAN (do 2016) i Komisji Wschodnioeuropejskiej PAU.
Zawodowo związany z WSP im. KEN w Krakowie, przekształconą kolejno w Akademię Pedagogiczną, Uniwersytet Pedagogiczny im. Komisji Edukacji Narodowej w Krakowie i, w 2023, w Uniwersytet Komisji Edukacji Narodowej w Krakowie (UKEN), na którym objął stanowisko profesora. W latach 2009–2016 był dyrektorem Instytutu Filologii Polskiej, w latach 2016–2019 pełnił funkcję dziekana Wydziału Filologicznego, zaś w latach 2019–2020 zajmował stanowisko dziekana Wydziału Nauk Humanistycznych. W czerwcu 2020 został wybrany na rektora UP w kadencji 2020–2024, pokonując w głosowaniu urzędującego rektora profesora Kazimierza Karolczaka oraz dr hab. Roberta Stawarza.
Związany ściśle z rządzącą w latach 2015–2023 partią Prawo i Sprawiedliwość, o czym świadczą liczne i nieuzasadnione w trybie autonomicznego funkcjonowania uczelni, wizyty polityków tego ugrupowania – Ryszarda Terleckiego i Piotra Glińskiego, Włodzimierza Bernackiego, premiera Mateusza Morawieckiego. Pozostawał w dobrych stosunkach z kontrowersyjną krakowską kuratorką z lat 2016–2023 Barbarą Nowak, którą przyjmował u siebie w uczelni, m.in. w tym czasie, gdy wypowiadała się ona o Uniwersytecie Jagiellońskim jako „agencji towarzyskiej”.
15 marca 2021 roku powołany przez premiera Morawieckiego do Rady Naukowej Instytutu De Republica. Odwołany stamtąd 29 grudnia 2023, wraz z całą radą, przez nowego premiera Donalda Tuska.

### Kontrowersje
W maju 2021 Rada Uczelni poddała pod głosowanie odwołanie rektora Piotra Borka z funkcji. Wniosek został zgłoszony przez prof. Grzegorza Przebindę, który zarzucił rektorowi, że ten oddał całkowicie, wbrew ustawie, władzę kanclerzowi, a na uczelni panuje atmosfera strachu. Po wyniku – 3 głosy za do 3 przeciw i 1 wstrzymujący – rektor pozostał na stanowisku. W obronie zwalnianych pracowników, w maju 2021 powstała w Uniwersytecie Pedagogicznym komisja zakładowa OZZ Inicjatywa Pracownicza, która zaczęła piętnować naruszenia statutu uczelni, prawa pracy oraz dobrych obyczajów. Rektor zwolnił kilkudziesięciu naukowców, m.in. poprzedniego rektora prof. Kazimierza Karolczaka, dyrektora Instytutu filozofii prof. Janusza Majcherka. Inne osoby odeszły z własnej woli, zniechęcone złym traktowaniem pracowników.
Jesienią 2021, na podstawie anonimowego donosu, rektor Piotr Borek oskarżył studenta Jakuba Gajdę, że ten groził władzom uczelni wystrzelaniem z kupionego przez siebie pistoletu, „co prawda na wodę”. Rektor zaalarmował policję i prokuraturę oraz podjął decyzję o zawieszeniu Gajdy w prawach studenta. Policja umorzyła postępowanie 30 grudnia, jednak uczelnia złożyła na to dwa zażalenia, jedno sygnowane przez kanclerza Krzysztofa Wąsowicza, drugie – przez prorektora ds. kształcenia i rozwoju Roberta Stawarza. Ostatecznie postępowanie umorzono w marcu 2022, jednak Jakub Gajda otwarcie mówił, że „Uniwersytet Pedagogiczny chciał go zniszczyć”. List do rektora Borka z poparciem dla szykanowanego studenta Gajdy podpisało 1494 osób, głównie ze środowiska akademickiego, co jednak nie skłoniło władz uczelni do żadnych przeprosin pokrzywdzonego, a tym bardziej – do rekompensaty krzywd.
Także jesienią 2021 rektor Piotr Borek zaczął zwalniać wspomnianych związkowców z Inicjatywy Pracowniczej, m.in. z kierunku Pedagogika Specjalna wieloletnią Pełnomocniczkę ds. Osób Niepełnosprawnych dr Małgorzatę Trojańską (dyscyplinarnie, za domniemane nieprzestrzeganie procedur uczelnianych kilka lat wcześniej), a także – wbrew ustawie o związkach zawodowych – chronionych związkowców: wiceprzewodniczącą związku dr Annę Stolińską (która, wraz z dwoma innymi osobami, zrezygnowała z funkcji prorektorki przy rektorze Borku), członkinię chronioną dr Ewę Żmijewską, członkinię chronioną dr hab. Katarzynę Parys, a także przewodniczącą związku dr hab. Ninę Plutę Podleszańską, która otrzymała zwolnienia dyscyplinarne (główny powód jej zwolnienia – przeniesienie 60 minut zajęć na inny dzień). Zagroził również zwolnieniem dyscyplinarnym wiceprzewodniczącemu związku – dr Michałowi Apollo, który pod naciskiem zwolnił się sam.
W sądzie pracy toczy się obecnie kilkadziesiąt spraw założonych przez zwolnionych pracowników przeciwko UKEN (nazwa Uniwersytetu Pedagogicznego od 2023). W kilku sąd uznał już, że zwolnienia były prawnie wadliwe i nakazał wypłacenie rekompensaty. W żadnej sprawie UKEN dotychczas jeszcze nie wygrał, a wydatki uczelni w sprawach sądowych idą w setki tysięcy. O ukaranie grzywną rektora Borka za zwolnienie chronionych związkowców wystąpiła także Państwowa inspekcja Pracy. Rektor odwołał się od decyzji o ukaraniu w pierwszej instancji i sprawa jest nadal rozpatrywana (początek 2024) w Sądzie Karnym. Tymczasem 11 czerwca 2024 roku Sąd Okręgowy w Krakowie nakazał prawomocnym wyrokiem bezzwłoczne przywrócenie do pracy dr hab. Niny Pluty Podleszańskiej, pierwszej przewodniczącej Inicjatywy Pracowniczej przy UKEN (wówczas UP).
11 marca 2024 roku, Rada Uczelni (przewodniczący: Dariusz Rott) zablokowała możliwość startu w wyborach rektorskich jego kontrkandydatowi prof. Piotrowi Trojańskiemu, który uzyskał pozytywną opinię Senatu Uniwersytetu Komisji Edukacji Narodowej, tym samym Piotr Borek był jedynym kandydatem w wyborach rektorskich UKEN w 2024 roku. 21 marca został wybrany na rektora na kadencję 2024–2028. Opowiedziało się za nim 77 elektorów, 69 wstrzymało się od głosu, 3 głosy były nieważne (nie można było głosować przeciw). Związkowcy z Inicjatywy Pracowniczej złożyli protesty wyborcze, a MNiSW prowadzi postępowanie kontrolne w sprawie sytuacji w UKEN.
3 czerwca 2024 roku krakowski poseł Marek Sowa zgłosił do ministra nauki interpelację nr 3255 „w sprawie podjęcia pilnych działań interwencyjnych dotyczących nieprawidłowości w Uniwersytecie Komisji Edukacji Narodowej w Krakowie”, m.in. z zapytaniem: „Czy jest prowadzone przez MNiSW postępowanie ws. odwołania rektora UKEN prof. Piotra Borka na podstawie art. 432 ust. 1 lub ust. 5 ustawy z dnia 20 lipca 2018 r. Prawo o szkolnictwie wyższym i nauce (Dz. U. z 2023 r. poz. 742 ze zm.) z uwagi na rażące lub uporczywe naruszenia prawa (w tym ustawy Kodeks pracy, ustawy Prawo o szkolnictwie wyższym i nauce, Statutu UKEN i innych przepisów prawa)”.
2 września 2024 roku Minister Nauki i Szkolnictwa Wyższego Dariusz Wieczorek wszczął postępowanie odwołania Piotra Borka z funkcji rektora UKEN, powodem wskazanym przez Ministra  było uporczywe i rażące łamanie prawa. Piotr Borek wydał oświadczenie, w którym nie odniósł się merytorycznie do zarzutów, ale starał się upolitycznić decyzję. Wsparło go zaledwie kilkunastu pracowników trzymających hasła Autonomia. 2 lipca 2025 roku nowy Minister Nauki i Szkolnictwa Wyższego, dr inż. Marcin Kulasek, podjął decyzję o odwołaniu prof. dr. hab. Piotra Borka z funkcji rektora Uniwersytetu Komisji Edukacji Narodowej w Krakowie.

## Życie prywatne
Żonaty z Agatą, mają córkę Martę i syna Jakuba.

## Odznaczenia
- Złoty Medal „Zasłużony dla Nauki Polskiej Sapientia et Veritas” (2023), przyznany przez ministra Przemysława Czarnka w ostatnich dniach jego urzędowania[41].